# Stenorhopalus rubriceps
Stenorhopalus rubriceps là một loài bọ cánh cứng trong họ Cerambycidae.